# Franz Bummerl
Franz Bummerl, pseudoniem van Claus Bottner (Labuť, Tsjecho-Slowakije, 11 januari 1927 – Ludwigsburg, 19 juli 2011), was een Duits muzikant, componist en arrangeur. Hij speelde onder andere flügelhorn bij Ernst Mosch. Ook zong hij samen met Ernst Mosch.

## Werken
- A Handvoll Stoana
- Böhmisches Herz (polka)
- Dann und Wann (marspolka)
- Der Herzensbrecher (polka)
- Egerländer Schamankerl (polka)
- Egerländer Trachtenpolka (polka)
- Festwirt Polka (polka)
- Festzeit-Polka (polka)
- Heckenrosen-Walzer (wals)
- Im Märchenwald (wals)
- Im Rosengarten (wals)
- Im Tal der Eger (polka)
- Josefi-Polka (polka)
- Jubilaüms-Polka (polka)
- Junges Blut (polka)
- Mausi (wals)
- Musikantengruß (polka)
- Polka Chodounska (polka)
- Schönes Böhmen (mars)
- Sei doch nicht so brav (polka)
- Tränen Der Liebe (wals)
- Verliebt, verlobt, vorbei (wals)
- Verschwiegene Liebe (Amour inavoué), (wals)
- Zenzerl (polka)
- Zum Egerländer Brückenwirt (wals)

- Gemeinsame Normdatei: 134340140
- International Standard Name Identifier: 0000 0001 3161 4230
- Library of Congress Control Number: no2005009534
- MusicBrainz: c9b4125f-109c-45fe-a2f4-ca45c98f8bb1
- Virtual International Authority File: 79583802
- WorldCat: E39PBJq74pqD3VbRX8dWM3R3Qq